# Bazirite
La bazirite è un minerale appartenente al gruppo della benitoite.

## Origine e giacitura
Questo raro minerale è presente unicamente sulla sperduta isola di Rockall, nell'Oceano Atlantico.
La forma in cui si presenta in natura è solida.